# O Resto É Conversa
O Resto é Conversa  foi um talk-show apresentado por Fernanda Serrano e transmitido em direto pela TVI, a partir do dia 2 de setembro de 2019, no horário das 19 às 20 horas.
Inicialmente tratava-se de uma rubrica inserida no programa A Tarde é Sua, criada com o intuito de melhorar as audiências no horário de acesso ao prime-time, fazendo frente ao O Preço Certo, da RTP1, e ao Prémio de Sonho, da SIC. 
Como tal não aconteceu, no dia 19 de setembro de 2019, passou a ser um programa independente, com o objetivo de melhorar na tabela de audiências, o que também não se veio a verificar.

## Sinopse
A nova rubrica será sobre a atualidade e conta com a apresentação de Fernanda Serrano.
A anfitriã terá a companhia da economista e jornalista Helena Sacadura Cabral, a atriz Sílvia Rizzo, o comediante Carlos Moura e um convidado diferente todos os dias.
“Será um programa de conversa descontraída e divertida, onde vamos falar de tudo: o que marca a atualidade, de temas menos e mais surpreendentes, do que se fala na rua e nas redes sociais, de ideias e imagens que marcam cada dia. Seguindo apenas uma regra: a abordagem feliz das coisas da vida”, explica Fernanda Serrano, apresentadora e atriz da TVI.
“O Resto é Conversa” vai ser transmitido pela TVI de segunda a sexta-feira entre as 19h00 e as 20h00.

## Convidados
| Convidado             | Dia                    |
| --------------------- | ---------------------- |
| Pedro Fernandes       | 2 de setembro de 2019  |
| Sílvia Pfeifer        | 3 de setembro de 2019  |
| Fernando Póvoas       | 4 de setembro de 2019  |
| António Machado       | 5 de setembro de 2019  |
| Sofia Ribeiro         | 6 de setembro de 2019  |
| Manuel Serrão         | 9 de setembro de 2019  |
| Susana Pinto          | 10 de setembro de 2019 |
| Rui Maria Pêgo        | 11 de setembro de 2019 |
| Ana Arrebentinha      | 12 de setembro de 2019 |
| Dalila Carmo          | 13 de setembro de 2019 |
| Maria Cerqueira Gomes | 16 de setembro de 2019 |
| Rui Zink              | 18 de setembro de 2019 |
| Heitor Lourenço       | 19 de setembro de 2019 |
| Ruben Madureira       | 20 de setembro de 2019 |
| Manuel Luís Goucha    | 23 de setembro de 2019 |
| Mónica Jardim         | 24 de setembro de 2019 |
| Santiago Lagoá        | 25 de setembro de 2019 |
| Quintino Aires        | 26 de setembro de 2019 |
| Ruben Rua             | 27 de setembro de 2019 |
| Fernando Pereira      | 30 de setembro de 2019 |
| Teresa Guilherme      | 1 de outubro de 2019   |
| Conceição Queiroz     | 3 de outubro de 2019   |
| Pedro Lima            | 7 de outubro de 2019   |
| (Sem Convidado)       | 8 de outubro de 2019   |

## Audiências
Na estreia, dia 2 de setembro de 2019, O Resto é Conversa marcou 3,4% de rating e 10,6% de share, com 317.500 mil espectadores, ficando em terceiro lugar nas audiências.